# Podgora, Dobrepolje
Podgora este o localitate din comuna Dobrepolje, Slovenia, cu o populație de 123 de locuitori.